# Trouble (canción de Coldplay)
«Trouble» es una canción de la banda británica Coldplay. El grupo la compuso y coprodujo con Ken Nelson para su álbum debut, Parachutes. Su letra, en donde se repite la palabra «trouble», posee un estilo minimalista.
Publicada el 26 de octubre de 2000 como el tercer sencillo del disco, en el Reino Unido alcanzó el décimo puesto de la UK Singles Chart, convirtiéndose en la segunda canción de Coldplay en llegar al top 10; en Estados Unidos no logró ingresar en las principales listas, sin embargo, la prensa musical estadounidense la consideró tan exitosa como su predecesora, «Yellow». Se difundieron dos videos promocionales del tema.

## Producción y descripción
Según el cantante Chris Martin, él compuso «Trouble» como resultado de su propio comportamiento. Sobre esto comentó: «Había algunas cosas negativas en nuestra banda. [...] La canción trata sobre comportarse mal con alguien a quien realmente amas, y yo estaba de hecho haciendo esto a algunos miembros del grupo». Añadió que suponía que la canción habla de cuando se actúa como un idiota. La escritura de «Trouble» se les acredita a los cuatro miembros de Coldplay, a partir de la idea de Martin.
El británico Ken Nelson produjo la canción junto con la banda para su álbum debut, Parachutes. Se grabó cuatro veces, hasta que la banda se conformó con una de estas tomas. La última de ellas se grabó con Pro Tools y se utilizó un shaker para darle ritmo al tema. Sin embargo, la banda prefirió la primera versión. Will Champion a la batería y Martin al piano grabaron la pista de acompañamiento en primer lugar; tras el bajo de Guy Berryman, Jon Buckland añadió la parte de guitarra eléctrica. Para grabar el piano, se utilizaron dos micrófonos —uno de los cuales daba un sonido más brillante y el otro, más completo. Nelson, quien no quería recargar la canción excesivamente, eligió este último sonido cuando se la mezcló.
El ingeniero de sonido Michael Brauer se encargó de mezclar «Trouble», en Nueva York, al igual que el resto del álbum. La primera versión de la canción, que la banda y Nelson escucharon, no alcanzaba la calidad deseada, así que se tuvo que rehacer este trabajo. Según el productor, «la parte vocal estaba muy comprimida y el piano sonaba demasiado brillante», pero este no culpó a Brauer, ya que al encontrarse Nelson grabando el disco junto al grupo no estuvieron presentes durante el proceso para indicárselo.
Así como en «Yellow» se repite en la letra dicha palabra, en «Trouble» sucede lo mismo. La letra, de la cual se afirmó que posee un estilo minimalista, se basa en «temas emocionales delicados» tales como pedidos de disculpas, amor no correspondido y nostalgia. «Trouble» está construida sobre la base de un acompañamiento de piano y otro muy suave de caja, que se vuelve casi inaudible cuando ingresa la guitarra.

## Lanzamiento y recepción

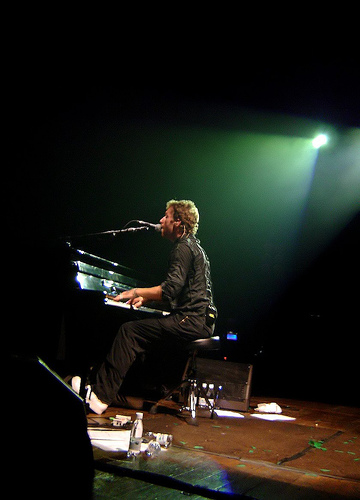
Chris Martin interpretando «Trouble» durante un concierto en Brasil en febrero de 2007.

«Trouble» se lanzó como sencillo el 21 de julio de 2000 en el Reino Unido y el 18 de diciembre del año siguiente en Estados Unidos como el tercero de Parachutes. Se sacó a la venta una edición limitada del tema en formato CD, con una remezcla de las canciones «Yellow» —el cual era el sencillo principal de Parachutes en Estados Unidos— y una versión de «Have Yourself a Merry Little Christmas». Se hicieron sólo mil copias, repartidas entre seguidores y periodistas. También se lanzó un EP titulado Trouble Live EP en febrero de 2001.
En 2003, la canción apareció en el episodio de la serie Without a Trace «The Friendly Skies» como tema de cierre.
Como con otras de sus canciones, Coldplay rechazó muchos ofrecimientos para usar «Trouble» con fines promocionales. En 2004, rechazaron una oferta multimillonaria de Coca-Cola Light y Gap, quienes querían usar el tema junto a «Don't Panic», el cuarto sencillo del álbum. Pidieron a su mánager Phil Harvey que ignorara esos avisos, ya que «un diálogo puede llevar a un compromiso». El actor estadounidense Sylvester Stallone estuvo interesado en emplearla como banda sonora en el filme de 2001 Driven, pero la banda rehusó.
Respecto a su éxito comercial, «Trouble» alcanzó el décimo lugar en la UK Singles Chart, convirtiéndose en la segunda canción del grupo —tras «Yellow»— en entrar en el top 10 del Reino Unido. Además del nivel de ventas de los otros sencillos del álbum, el buen desempeño de «Trouble» se atribuyó a la «colosal cantidad de ventas domésticas» de Parachutes en dicha región.
La recepción positiva del sencillo continuó cuando Lost Witness realizó una versión remezclada de la canción, que se volvió un «inesperado himno en las pistas de baile». Con tres lanzamientos exitosos, la banda abandonó sus planes iniciales de lanzar «Don't Panic» como el cuarto sencillo del álbum, considerando que ya había habido exposición suficiente al álbum en Gran Bretaña. Sin embargo, luego se lanzó el tema en algunos países europeos.
El grupo pensó que «Trouble» no se desempeñaría demasiado bien en los Estados Unidos debido a que consideraban que, aunque era una gran canción, no era un gran sencillo. Sin embargo, el sencillo tuvo un éxito cercano al de «Yellow», alcanzando el puesto 23 en la lista de Billboard Adult Top 40 y el 28 en Hot Modern Rock Tracks. Martin afirmó que la canción salvó a Coldplay de ser una banda «de un solo éxito».
Más tarde, el tema se incluyó en el primer álbum en directo de Coldplay, Live 2003.

## Video promocional
La versión europea original del video musical de «Trouble» fue dirigida por la británica Sophie Muller y se filmó en un rancho de Newhall, en California. Con una temática que recuerda al viejo oeste, presenta a Martin como prisionero en un almacén oscuro, atado con sogas a una silla y rodeado de autos en medio del frío. Se muestra también a los otros miembros de la banda en una secuencia en cámara lenta en el piso de arriba. Se ve a Buckland y Champion forcejeando con Berryman, atándolo en otra silla y obligándolo a mirar al frente. En este punto, Martin hace que su silla se caiga de costado. Canta el verso final del tema, «They spun a web for me» («tejieron una red para mí») antes de que la oscuridad dé lugar de forma abrupta al amanecer. Cuando la cámara realiza una panorámica se revela que todo esto es falso y es parte de una escenografía teatral, con el cantante todavía de lado atado a su silla.
Además, se creó una versión estadounidense del mismo, dirigida por Tim Hope. Como en el video de «Don't Panic», también se muestra a los integrantes del grupo como caricaturas de dos dimensiones. Se los ve en un carruaje tirado por caballos atravesando un bosque, mientras que una mujer, en la cima de una montaña, riega las plantas dentro de una casa. Un pequeño cuervo sale del vehículo y vuela hasta la casa, volviéndose más amenazante y transformándose en una nube negra que hace que llueva en el terreno. La lluvia hace pequeñas perforaciones allí donde cae, y plumas de cuervo sobresalen por los agujeros. Finalmente un tornado levanta la casa y la deposita en un barrio donde se ven más viviendas similares. Por los efectos visuales, Hope recibió un premio MTV a la mejor dirección artística en 2002. También recibió nominaciones en la categoría de video revelación.

## Lista de canciones
| Sencillo en CD |                                        |          |  |
| N.º            | Título                                 | Duración |  |
| 1.             | «Trouble»                              | 4:30     |  |
| 2.             | «Brothers and Sisters»                 | 4:50     |  |
| 3.             | «Shiver» (Joe Whiley Lunchtime Social) | 4:23     |  |

| Sencillo en CD Australia |                                        |          |  |
| N.º                      | Título                                 | Duración |  |
| 1.                       | «Trouble»                              | 4:30     |  |
| 2.                       | «Don't Panic»                          | 2:17     |  |
| 3.                       | «Brothers and Sisters»                 | 4:50     |  |
| 4.                       | «Shiver» (Joe Whiley Lunchtime Social) | 4:23     |  |

| Vinilo de 7 pulgadas |                        |          |  |
| N.º                  | Título                 | Duración |  |
| 1.                   | «Trouble»              | 4:30     |  |
| 2.                   | «Brothers and Sisters» | 4:50     |  |

| Vinilo de 7 pulgadas Jukebox |                  |          |  |
| N.º                          | Título           | Duración |  |
| 1.                           | «Trouble» (Edit) | 3:51     |  |
| 2.                           | «Shiver»         | 5:00     |  |

| Sencillo en CD Europa |                                        |          |  |
| N.º                   | Título                                 | Duración |  |
| 1.                    | «Trouble»                              | 4:30     |  |
| 2.                    | «Shiver» (Joe Whiley Lunchtime Social) | 4:23     |  |

| CD Promocional |                  |          |  |
| N.º            | Título           | Duración |  |
| 1.             | «Trouble» (Edit) | 3:51     |  |

| CD Promocional Estados Unidos |                           |          |  |
| N.º                           | Título                    | Duración |  |
| 1.                            | «Trouble» (Edit)          | 3:51     |  |
| 2.                            | «Trouble» (Álbum Versión) | 4:31     |  |

## Posicionamiento en las listas
| Lista (2000-2001)                       | Mejor posición |
| --------------------------------------- | -------------- |
| Estados Unidos (Bubbling Under Hot 100) | 15             |
| Estados Unidos (Modern Rock Tracks)     | 28             |
| Estados Unidos (Adult Top 40)           | 23             |
| Francia (SNEP)                          | 60             |
| Irlanda (IRMA)                          | 16             |
| Italia (FIMI)                           | 16             |
| Nueva Zelanda (Recorded Music NZ)       | 36             |
| Países Bajos (Dutch Top 40)             | 38             |
| Polonia (Polish Music Charts)           | 9              |
| Reino Unido (UK Singles Chart)          | 10             |
| Suiza (Schweizer Hitparade)             | 76             |

## Versiones
- Mateo Bocca, cantante español, grabó una versión en español en Madrid, titulada «Si tengo tu amor» producida por el también cantante Carlos Fenix e incluyéndose en su primer disco Maquetas Guardadas en un cajón 2012